# Gobierno de Evo Morales
El Gobierno Constitucional de Evo Morales comenzó el 22 de enero de 2006, con la asunción del dirigente del MAS al poder, hasta el 10 de noviembre de 2019, cuando presentó su dimisión al cargo luego que la OEA sacara un informe donde se alegaba un fraude electoral en medio de protestas, por el ejército y la policía.
Durante su presidencia, Morales aumentó los impuestos a la industria de hidrocarburos para impulsar el gasto social, haciendo hincapié en los proyectos para combatir el analfabetismo, la pobreza, el racismo y el sexismo. Criticando abiertamente el neoliberalismo y reduciendo la dependencia de Bolivia del Banco Mundial y el Fondo Monetario Internacional, su administración supervisó un fuerte crecimiento económico mientras seguía una política denominada "Evonomics" que buscaba pasar de un enfoque económico liberal a una economía mixta. Al reducir la influencia de Estados Unidos en el país, construyó relaciones con gobiernos de izquierda de la denominada  marea rosa latinoamericana y firmó a Bolivia en la Alianza Bolivariana para las Américas. En un intento por moderar a la comunidad activista indígena de izquierda, su administración también se opuso a las demandas autonomistas de derecha de las provincias orientales de Bolivia. Al ganar un referéndum revocatorio en 2008, instituyó una nueva constitución que estableció a Bolivia como un estado plurinacional y fue reelegido en 2009. Su segundo mandato fue testigo de la continuación de las políticas de izquierda y de la adhesión de Bolivia al Banco del Sur y a la Comunidad de Estados Latinoamericanos y Caribeños. Morales volvió a ser reelegido en las elecciones generales de 2014. Tras las disputadas elecciones generales de 2019 y los disturbios subsiguientes, Morales presentó su renuncia el 10 de noviembre de 2019 y para posteriormente viajar hacia México, donde se le había concedido asilo político.

## Gestiones de gobierno
En las elecciones generales de diciembre de 2005, el Movimiento Al Socialismo presenta su fórmula presidencial compuesta por Evo Morales Ayma y Álvaro García Linera. Logran imponerse sobre el candidato conservador Jorge "Tuto" Quiroga y su acompañante María Rene Duchen, con el 53,74 % de la votación (1.544.374 votos).
El primer gobierno de Evo Morales Ayma comenzó el 22 de enero de 2006 y finalizó el 22 de enero de 2010. Aunque su mandato se extendía hasta el 22 de enero de 2011, se acortó en un año debido a la implementación de la nueva constitución política del estado, en febrero de 2009.
El domingo 6 de diciembre de 2009, se celebraron las elecciones presidenciales y parlamentarias en Bolivia, después de un referéndum constitucional celebrado el 25 de enero de ese mismo año. Evo Morales triunfó con el 64,22% de los votos.
El 12 de octubre de 2014, se realizaron las elecciones presidenciales y parlamentarias. La fórmula del MAS, integrada por Evo Morales Ayma y Álvaro García Linera, se impuso con el 61,36 % de los votos, consiguiendo la reelección.
| N.º | Presidente       | Vicepresidente       | Partido | Partido  | Elección     | Inicio                | Fin                   |
| --- | ---------------- | -------------------- | ------- | -------- | ------------ | --------------------- | --------------------- |
| 1°  | Evo Morales Ayma | Álvaro García Linera |         | MAS-IPSP | 2005         | 22 ene. 2006          | 22 ene. 2010 Reelecto |
| 2°  | Evo Morales Ayma | Álvaro García Linera | 2009    | MAS-IPSP | 22 ene. 2010 | 22 ene. 2015 Reelecto |                       |
| 3°  | Evo Morales Ayma | Álvaro García Linera | 2014    | MAS-IPSP | 22 ene. 2015 | 10 nov. 2019 Renunció |                       |

## Política económica
Durante los gobiernos de Carlos Mesa Gisbert (2003-2005) y Eduardo Rodríguez Veltzé (2005 y 2006), la economía del país ya había comenzado a recuperarse de la crisis económica 2001-2002, aunque todavía levemente. Este crecimiento, se dio principalmente por la subida de los precios internacionales de las materias primas a nivel mundial, se acentúa durante el gobierno de Evo Morales. Durante los 13 años de su gobierno, el PIB creció un 327%, llegando a 44.885 millones de dólares en 2018.
El gobierno de Morales logró mantener una macroeconomía estable. La inflación estuvo controlada, encontrándose entre las más bajas del continente. El déficit fiscal, que al momento de asumir era del 4,5% del PIB, osciló entre 3,2 y 0,7 durante los siguientes 6 años; aunque posteriormente comenzó a subir, hasta llegar al 8,3% en 2018. Tanto la pobreza como la desigualdad descendieron un 25% y el desempleo se ubicó en torno al 4%.
Una de las políticas centrales de la economía del gobierno masista fue la estatización de empresas estratégicas. Esto incluyó la nacionalización de los hidrocarburos y de servicios esenciales como la electricidad y el agua. Según CELAG las estatizaciones le permitieron al gobierno quedarse con parte de la renta de las industrias extractivas,  que se usaron para la inversión social y la inversión pública.

### Plan Nacional de Desarrollo 2006-2010
En 2006 el gobierno nacional lanza el Plan Nacional de Desarrollo “Bolivia digna, soberana, productiva y democrática para Vivir Bien 2006-2010”. Este incluye, entre otros puntos, los siguientes:
Salud
- Sistema Único, Intercultural y Comunitario de Salud
- Rectoría por parte del estado
- Participación y movilización de la sociedad
- Promoción de la salud
- Solidaridad

Educación
- Transformación del sistema educativo
- Educación de calidad que priorice la igualdad de oportunidades
- Política de educación que genera, adapta y aplica ciencia y tecnología

Justicia
- Descolonizar el Sistema Judicial
- Institucionalizar la plena vigencia de la Justicia Comunitaria
- Erradicar la corrupción institucionalizada
- Reducción de las brechas socioeconómicas, políticas y culturales por razón de género, generacional y de capacidades diferentes
- Promoción del ejercicio pleno de los Derechos Humanos

Seguridad
- Seguridad ciudadana y educación preventiva
- Seguridad pública y acción de los derechos humanos con la participación de la sociedad civil organizada
- Defensa social para garantizar la protección contra las drogas

Defensa
- Seguridad y defensa en resguardo de los intereses nacionales
- Sistema de defensa civil
- Apoyo al desarrollo nacional

Culturas
- Interculturalidad
- Formalización de la apertura de espacios
- Generadora de identidad

Servicios públicos
- Agua de dominio público
- Programa de servicios de recolección, relleno sanitario y tratamiento de aguas residuales

### Reducción de salarios de funcionarios públicos

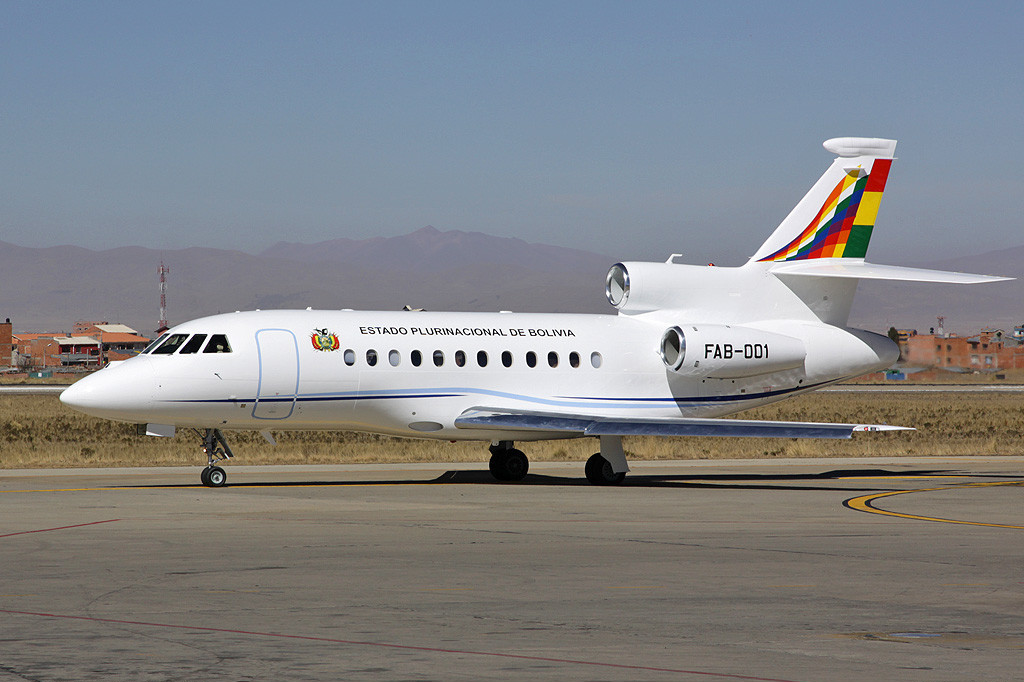
Avión presidencial de Bolivia.

El primer decreto de su gobierno, anunciado el 26 de enero de 2006 para entrar en vigor el 1 de marzo, estipula una reducción del 50% del salario de Evo Morales. Como este salario actúa como referencia del valor máximo que puede ganar un empleado estatal, este cambio también significó un recorte salarial para congresistas, funcionarios del gobierno y otros empleados de la administración pública. Por otro lado se estableció que los fondos ahorrados se destinarían a una cuenta especial del Tesoro General de la Nación (TGN) para invertir en la creación de empleos, educación y salud.

### Estatización de recursos y servicios públicos

#### Nacionalización de los hidrocarburos
Durante el gobierno de Gonzalo Sánchez de Lozada se concesionó la explotación de hidrocarburos a compañías petroleras transnacionales, principalmente de la española Repsol y de la brasileña Petrobras. Morales catalogó estas concesiones como "nulas en pleno derecho" y se comprometió a nacionalizar los recursos si resultaba electo. Bolivia es el segundo país de Sudamérica, detrás de Venezuela, en reservas de hidrocarburos.[cita requerida]
El 1 de mayo de 2006, Morales firma el decreto 28.701 "Héroes del Chaco", en el campo petrolero de San Alberto, en Tarija, al sur de La Paz, mientras un contingente militar y funcionarios de Yacimientos Petrolíferos Fiscales Bolivianos (YPFB) se desplegaban en algunas instalaciones petroleras y gasolineras del país.  Mediante este decreto se declara el fin del "saqueo de los recursos naturales" y comienzo de un “proceso de nacionalización de los recursos del país”. Los hidrocarburos se presentaron como el objetivo principal de las nacionalizaciones, específicamente, las reservas de gas, principal fuente de divisas del país. Esta nacionalización de los recursos energéticos del país es la tercera que se produce, las anteriores se realizaron en 1937 y 1969.
La normativa obliga a que las empresas que exploten los yacimientos sean empresas mixtas en las que YPFB tenga al menos un 51% del capital. Estas empresas deben entregar la producción a esa empresa pública que se encarga de la comercialización definiendo las condiciones, volúmenes y precios, tanto para el mercado interno como para la exportación y la industrialización. El estado boliviano se queda con el 82% de los ingresos y las petroleras un 18%, suficiente para cubrir los gastos de explotación.
La decisión afectó especialmente a Brasil, dado que, en el momento de la decisión, Petrobrás era la principal transnacional petrolera que explotaba yacimientos de Bolivia y, por otro lado, la mitad del gas que consumía Brasil provenía de Bolivia.
El 1 de mayo de 2008, el estado boliviano concretó la compra de más del 50 % de las acciones de la petrolera Andina, hasta ese entonces filial de Repsol YPF. En octubre de 2008, la firma española firmó un acuerdo con la estatal Yacimientos Petrolíferos Fiscales Bolivianos (YPFB) para iniciar la gestión compartida de YPFB-Andina, en la que Repsol YPF tenía participación minoritaria. También se recuperó la mayoría accionaria (51 %) de Chaco, filial de British Petroleum y el 50 % de las acciones de la petrolera Transredes, a cargo de la distribución de hidrocarburos, administrada hasta ese momento por la empresa británica Ashmore y la empresa anglo-holandesa Shell.
El 1 de mayo de 2009 se estatizaron todas las acciones de la empresa AIR BP Bolivia, encargada del servicio de suministro de combustibles de aviación en los aeropuertos, hasta ese momento filial de la empresa británica BP.
En 2012 se nacionalizó la participación de la petrolera PAE a favor de la empresa estatal YPFB-Chaco.[cita requerida]

#### Durante el primer mandato (2006-2010)
En 2006 se produjo la estatización de los servicios de ferrocarriles, que eran de capitales chilenos, y de la mina de estaño de Huanuni.
En 2007 se rescindió el contrato de Aguas del Illimani, la empresa de capitales franceses que brindaba servicios de agua y saneamiento al departamento de La Paz y se reestatizó el Complejo Metalúrgico Vinto, que estaba en manos de la minera Sinchi Huayra, subsidiaria de la suiza Glencore International.
En 2008, se nacionalizó Entel, la mayor telefónica en Bolivia, hasta ese momento filial de la italiana Telecom, definiéndose como los dos objetivos principales de la nacionalización “hacer de las telecomunicaciones un derecho humano y que Entel sea una empresa rentable, competitiva y líder del sector”. Ese mismo año el estado boliviano adquirió la totalidad de la Compañía Logística de Hidrocarburos Boliviana (CLHB) de capitales alemanes y peruanos.

#### Durante el segundo mandato (2010-2014)
El 1 de mayo de 2010, se inició el proceso de estatización del sector eléctrico, comenzando con la estatización de las generadoras de electricidad Corani, Valle Hermoso y Guarachi a la Empresa Nacional de Electricidad (ENDE). Corani era administrada por Ecoenergy Internacional, subsidiaria de la empresa francesa GDF, mientras que la empresa británica Rurelec PLC tenía el 50 por ciento de las acciones de Guarachi. La mitad de las acciones de Valle Hermoso pertenecía a la empresa The Bolivian Generating Group, cuyo grupo inversor era Panamerican de Bolivia. También se estatizó la cooperativa distribuidora Empresa de Luz y Fuerza Eléctrica de Cochabamba. Ese mismo año se decretó la estatización de la tercera parte de acciones de Fancesa, principal cementera del país. Sus inversionistas eran Samuel Doria Medina y el Grupo de Cemento Chihuahua (GCC).
El 1 de mayo de 2012, durante el acto por el Día del Trabajador, el presidente Evo Morales dio a conocer la nacionalización de la Transportadora de Electricidad SA, en manos hasta ese momento del grupo español Red Eléctrica. En junio de ese año, se nacionalizó la mina de Colquiri, en Oruro, debido a los enfrentamientos entre trabajadores.

### Reforma agraria
En junio de 2006, el gobierno de Evo Morales entregó por decreto 60 títulos de propiedad de casi 2,5 millones de hectáreas de tierras fiscales a campesinos e indígenas. Los terrenos entregados se encuentran en el departamento de Santa Cruz y en el norte de La Paz. Morales dijo que la reforma se limitaría a las tierras fiscales disponibles y a latifundios considerados ilegales o no utilizados. El gobierno estimaba en decenas de miles de hectáreas la superficie ocupada de forma ilegal por empresarios brasileños en los deparmentos de Santa Cruz y Pando, que limitan con Brasil.

### «Gasolinazo»
El 26 de diciembre de 2010, el presidente en ejercicio, Álvaro García Linera,  promulgó el decreto 748 que incrementaba el precio del litro de gasolina en un 73%, de la gasolina especial en un 57% y del diésel en un 82%. Al día siguiente el autotransporte del país convocó a una huelga general indefinida. Se produjo un incremento de precio en diferentes elementos de la canasta familiar. Hubo protestas masivas en rechazo al aumento en La Paz, El Alto, Oruro, Cochabamba, Tarija, Sucre, Potosí, Trinidad y Cobija; mientras que en Santa Cruz hubo protestas aisladas.
En la noche del 31 de diciembre de 2010, se anunció la derogación del decreto supremo 748.

### Índices económicos

#### PIB
El PIB Boliviano creció el año 2006 en 4,8 %, en 2007 en un 4,6 %, en 2008 en un 6,1 % y finalmente en 2009 en un 3,4 %. Como consecuencia de esto, el tamaño de la economía boliviana aumentó en un 82,4 % y claro ejemplo de esto fue cuando el país pasó de tener una producción de solo de 9.573 millones de dólares en 2005 a tener una producción de 17.464 millones de dólares para el año 2009.
Al igual que ocurrió con el PIB, también el PIB per cápita de Bolivia se elevó. El año 2005, el PIB per cápita del país era solo de 1.049 dólares por cada boliviano. Hasta el año 2009 el PIB per cápita de Bolivia había llegado a los 1.790 dólares.
| Año                                              | PIB de Bolivia                 | PIB per Cápita de Bolivia |
| ------------------------------------------------ | ------------------------------ | ------------------------- |
| 2005                                             | USD 9 573 millones de dólares  | USD 1 049 dólares         |
| 2006                                             | USD 11 520 millones de dólares | USD 1 241 dólares         |
| 2007                                             | USD 13 216 millones de dólares | USD 1 400 dólares         |
| 2008                                             | USD 16 792 millones de dólares | USD 1 749 dólares         |
| 2009                                             | USD 17 464 millones de dólares | USD 1 790 dólares         |
| 2010                                             | USD 19 790 millones de dólares | USD 1 995 dólares         |
| 2011                                             | USD 24 140 millones de dólares | USD 2 395 dólares         |
| 2012                                             | USD 27 282 millones de dólares | USD 2 665 dólares         |
| 2013                                             | USD 30 883 millones de dólares | USD 2 921 dólares         |
| 2014                                             | USD 33 237 millones de dólares | USD 3 097 dólares         |
| 2015                                             | USD 33 241 millones de dólares | USD 3 051 dólares         |
| 2016                                             | USD 34 189 millones de dólares | USD 3 095 dólares         |
| 2017                                             | USD 37 782 millones de dólares | USD 3 369 dólares         |
| 2018                                             | USD 40 581 millones de dólares | USD 3 565 dólares         |
| 2019                                             | USD 42 401 millones de dólares | USD 3 671 dólares         |
| Fuente: Fondo Monetario Internacional FMI (2019) |                                |                           |

Según el Banco Mundial, hasta el año 2007, Bolivia se encontraba en el grupo de países de ingresos bajos. A partir del año 2008 y debido al crecimiento económico, el Banco Mundial colocó a Bolivia en el grupo de países de ingresos medios.

#### Crecimiento de Bolivia a nivel continental de América Latina
| PIB PER CÁPITA (NOMINAL) DE LOS PRINCIPALES PAÍSES DE AMÉRICA LATINA DURANTE EL PERIODO 2005 - 2019 (expresado en dólares estadounidenses) | PIB PER CÁPITA (NOMINAL) DE LOS PRINCIPALES PAÍSES DE AMÉRICA LATINA DURANTE EL PERIODO 2005 - 2019 (expresado en dólares estadounidenses) | PIB PER CÁPITA (NOMINAL) DE LOS PRINCIPALES PAÍSES DE AMÉRICA LATINA DURANTE EL PERIODO 2005 - 2019 (expresado en dólares estadounidenses) | PIB PER CÁPITA (NOMINAL) DE LOS PRINCIPALES PAÍSES DE AMÉRICA LATINA DURANTE EL PERIODO 2005 - 2019 (expresado en dólares estadounidenses) | PIB PER CÁPITA (NOMINAL) DE LOS PRINCIPALES PAÍSES DE AMÉRICA LATINA DURANTE EL PERIODO 2005 - 2019 (expresado en dólares estadounidenses) | PIB PER CÁPITA (NOMINAL) DE LOS PRINCIPALES PAÍSES DE AMÉRICA LATINA DURANTE EL PERIODO 2005 - 2019 (expresado en dólares estadounidenses) | PIB PER CÁPITA (NOMINAL) DE LOS PRINCIPALES PAÍSES DE AMÉRICA LATINA DURANTE EL PERIODO 2005 - 2019 (expresado en dólares estadounidenses) | PIB PER CÁPITA (NOMINAL) DE LOS PRINCIPALES PAÍSES DE AMÉRICA LATINA DURANTE EL PERIODO 2005 - 2019 (expresado en dólares estadounidenses) | PIB PER CÁPITA (NOMINAL) DE LOS PRINCIPALES PAÍSES DE AMÉRICA LATINA DURANTE EL PERIODO 2005 - 2019 (expresado en dólares estadounidenses) | PIB PER CÁPITA (NOMINAL) DE LOS PRINCIPALES PAÍSES DE AMÉRICA LATINA DURANTE EL PERIODO 2005 - 2019 (expresado en dólares estadounidenses) | PIB PER CÁPITA (NOMINAL) DE LOS PRINCIPALES PAÍSES DE AMÉRICA LATINA DURANTE EL PERIODO 2005 - 2019 (expresado en dólares estadounidenses) | PIB PER CÁPITA (NOMINAL) DE LOS PRINCIPALES PAÍSES DE AMÉRICA LATINA DURANTE EL PERIODO 2005 - 2019 (expresado en dólares estadounidenses) | PIB PER CÁPITA (NOMINAL) DE LOS PRINCIPALES PAÍSES DE AMÉRICA LATINA DURANTE EL PERIODO 2005 - 2019 (expresado en dólares estadounidenses) | PIB PER CÁPITA (NOMINAL) DE LOS PRINCIPALES PAÍSES DE AMÉRICA LATINA DURANTE EL PERIODO 2005 - 2019 (expresado en dólares estadounidenses) | PIB PER CÁPITA (NOMINAL) DE LOS PRINCIPALES PAÍSES DE AMÉRICA LATINA DURANTE EL PERIODO 2005 - 2019 (expresado en dólares estadounidenses) | PIB PER CÁPITA (NOMINAL) DE LOS PRINCIPALES PAÍSES DE AMÉRICA LATINA DURANTE EL PERIODO 2005 - 2019 (expresado en dólares estadounidenses) | PIB PER CÁPITA (NOMINAL) DE LOS PRINCIPALES PAÍSES DE AMÉRICA LATINA DURANTE EL PERIODO 2005 - 2019 (expresado en dólares estadounidenses) |
| País | Año 2005 | Año 2006 | Año 2007 | Año 2008 | Año 2009 | Año 2010 | Año 2011 | Año 2012 | Año 2013 | Año 2014 | Año 2015 | Año 2016 | Año 2017 | Año 2018 | Año 2019 | Crecimiento (2005 - 2019) |
| --- | --- | --- | --- | --- | --- | --- | --- | --- | --- | --- | --- | --- | --- | --- | --- | --- |
| Bolivia | 1 037 | 1 226 | 1 383 | 1 729 | 1 769 | 1 972 | 2 368 | 2 635 | 2 938 | 3 114 | 3 069 | 3 110 | 3 388 | 3 588 | 3 591 | + 246 % |
| Panamá | 5 146 | 5 598 | 6 350 | 7 369 | 7 806 | 8 332 | 9 653 | 11 063 | 12 273 | 13 221 | 14 102 | 14 866 | 15 731 | 16 181 | 16 526 | + 221 % |
| Uruguay | 5 663 | 6 377 | 7 622 | 9 857 | 10 232 | 12 943 | 15 341 | 16 325 | 18 271 | 18 109 | 16 791 | 16 544 | 18 626 | 18 604 | 17 636 | + 211 % |
| Paraguay | 1 857 | 2 285 | 2 988 | 4 054 | 3 623 | 4 329 | 5 301 | 5 153 | 5 892 | 6 065 | 5 360 | 5 265 | 5 608 | 5 703 | 5 302 | + 185 % |
| Costa Rica | 4 756 | 5 309 | 6 194 | 6 993 | 6 879 | 8 268 | 9 270 | 10 107 | 10 764 | 10 853 | 11 635 | 11 986 | 12 185 | 12 428 | 12 691 | + 166 % |
| Perú | 2 669 | 3 106 | 3 587 | 4 210 | 4 181 | 5 057 | 5 736 | 6 406 | 6 647 | 6 584 | 6 169 | 6 212 | 6 778 | 7 053 | 7 008 | + 162 % |
| R.Domicana | 4 008 | 4 188 | 4 803 | 5 194 | 5 151 | 5 688 | 6 063 | 6 274 | 6 413 | 6 805 | 7 139 | 7 521 | 7 874 | 8 340 | 8 595 | + 114 % |
| Ecuador | 3 025 | 3 351 | 3 588 | 4 267 | 4 241 | 4 633 | 5 192 | 5 664 | 6 030 | 6 347 | 6 099 | 6 046 | 6 216 | 6 318 | 6 260 | + 106 % |
| Guatemala | 2 151 | 2 336 | 2 556 | 2 873 | 2 654 | 2 836 | 3 172 | 3 267 | 3 397 | 3 632 | 3 825 | 3 982 | 4 234 | 4 251 | 4 388 | + 103 % |
| Honduras | 1 308 | 1 430 | 1 583 | 1 739 | 1 789 | 1 904 | 2 088 | 2 144 | 2 102 | 2 206 | 2 302 | 2 342 | 2 451 | 2 506 | 2 568 | + 96,3 % |
| Argentina | 5 163 | 5 976 | 7 315 | 9 146 | 8 337 | 10 412 | 12 787 | 13 889 | 14 488 | 13 208 | 14 895 | 12 772 | 14 618 | 11 786 | 10 054 | + 94,7 % |
| Chile | 7 558 | 9 410 | 10 447 | 10 759 | 10 176 | 12 723 | 14 560 | 15 316 | 15 740 | 14 582 | 13 494 | 13 722 | 15 003 | 15 755 | 14 567 | + 92,7 % |
| Brasil | 4 938 | 6 066 | 7 572 | 9 096 | 8 851 | 11 578 | 13 631 | 12 782 | 12 752 | 12 601 | 9 182 | 9 117 | 10 419 | 9 629 | 9 364 | + 89,6 % |
| Colombia | 3 493 | 3 836 | 4 834 | 5 622 | 5 330 | 6 498 | 7 518 | 8 237 | 8 409 | 8 312 | 6 337 | 6 037 | 6 577 | 6 923 | 6 540 | + 87,2 % |
| El Salvador | 2 434 | 2 651 | 2 814 | 2 964 | 2 889 | 3 017 | 3 305 | 3 471 | 3 555 | 3 638 | 3 761 | 3 870 | 3 986 | 4 145 | 4 280 | + 75,8 % |
| Nicaragua | 1 152 | 1 224 | 1 326 | 1 498 | 1 438 | 1 499 | 1 652 | 1 728 | 1 783 | 1 909 | 2 029 | 2 091 | 2 147 | 2 008 | 1 940 | + 68,4 % |
| Haití | 773 | 794 | 991 | 1 074 | 1 168 | 1 175 | 1 269 | 1 316 | 1 408 | 1 408 | 1 359 | 1 263 | 1 337 | 1 441 | 1 277 | + 65,2 % |
| México | 8 683 | 9 521 | 10 137 | 10 520 | 8 416 | 9 718 | 10 653 | 10 733 | 11 206 | 11 376 | 9 998 | 9 063 | 9 599 | 10 024 | 10 311 | + 18,7 % |
| Venezuela | 5 421 | 6 646 | 8 538 | 11 079 | 9 557 | 11 158 | 10 934 | 12 688 | 8 692 | 7 107 | 4 096 | 3 676 | 3 806 | 3 529 | 2 624 | - 51,5 % |
| Fuente: Fondo Monetario Internacional FMI (octubre de 2023)                                                                                | | | | | | | | | | | | | | | | |

#### Inflación
Durante el gobierno de Evo Morales, Bolivia mantuvo la inflación controlada y fue una de las más bajas del continente. Según los expertos, esto es un indicador de la estabilidad y crecimiento del país.
| Año                                              | Inflación |
| ------------------------------------------------ | --------- |
| 2005                                             | 5,4       |
| 2006                                             | 4,3       |
| 2007                                             | 6,66      |
| 2008                                             | 14,01     |
| 2009                                             | 3,35      |
| 2010                                             | 2,5       |
| 2011                                             | 9,88      |
| 2012                                             | 4,52      |
| 2013                                             | 5,74      |
| 2014                                             | 5,77      |
| 2015                                             | 4,06      |
| 2016                                             | 3,63      |
| 2017                                             | 2,82      |
| 2018                                             | 2,27      |
| 2019                                             | 1,73      |
| Fuente: Fondo Monetario Internacional FMI (2019) |           |

## Reforma constitucional

### Nueva Constitución
El 2 de julio de 2006, se celebró el referéndum auspiciado por Morales, donde se eligieron los 255 integrantes de una Asamblea Constituyente encargada de redactar una nueva constitución. Movimiento al Socialismo obtuvo 137 escaños (53%) pero no pudo alcanzar los dos tercios necesarios para aprobar la futura carta fundamental sin pactar con otras fuerzas.
Las principales adiciones de la nueva constitución son:
- Reconocimiento indígena, a través de cuotas de parlamentarios, un sistema judicial independiente, autogobierno y propiedad de los recursos forestales
- Cambios en la autonomía y organización territorial
- Prohibición de latifundios
- Declaración de Bolivia como estado plurinacional unitario y pacifista
- Reconocimiento de nuevos derechos
- Se declara la propiedad estatal de los recursos naturales
- El mandato presidencial es de cinco años con posibilidad de una única reelección

### Referéndum constitucional (2009)
El 25 de enero de 2009, se realizó el referéndum sobre la constitución aprobada por la asamblea en diciembre de 2007. La nueva constitución fue aprobada con el 61,43% de los votos. En el mismo referéndum se votó cual debería ser la superficie máxima de tierras que puede poseer un ciudadano, cinco mil o diez mil hectáreas, resultando aprobada la opción de "cinco mil hectáreas",  con el 80,65% de los votos.
La nueva constitución fue promulgada y publicada en la Gaceta Oficial de Bolivia, el 7 de febrero de 2009, fecha en que entró en vigencia.

### Transición constitucional
La segunda asunción de Morales, el 22 de enero de 2010, marcó el comienzo de un nuevo Estado Plurinacional de Bolivia, como fue definido en la Constitución de 2009. La Constitución exigía que se aprobara un conjunto de cinco leyes estructurales, con un plazo máximo de 180 días, desde la asunción del mandatario. Estas leyes son:
1. Ley de Autonomías
2. Ley del Órgano Judicial
3. Ley del Tribunal Constitucional
4. Ley del Órgano Electoral
5. Ley del Régimen Electoral

### Referéndum sobre reelección (2016)
La Constitución del Estado Plurinacional de Bolivia estipula un límite de una única reelección para los presidentes. Evo Morales Ayma señalaría que su primer mandato no contaba ni era válido para futuras reelecciones presidenciales, ya que existía una nueva constitución política y un nuevo país denominado "Estado Plurinacional de Bolivia", borrando de esa manera el nombre de "República de Bolivia" que había acompañado al país desde 1825.
El 21 de febrero de 2016, se realizó un referéndum constitucional para aprobar o rechazar el proyecto de modificación constitucional que permitiría al presidente o vicepresidente del Estado Boliviano  postularse a una reelección. El "No" ganó con un total de 51% de los votos, mientras el "Sí" obtuvo el 49% de votos restantes.
Ante este resultado, Morales interpuso un recurso ante el Tribunal Constitucional, argumentando que poner un límite a una nueva reelección "atenta contra sus derechos políticos". De esta manera se le permitió presentarse a las elecciones presidenciales de 2019, donde competiría por su cuarto mandato.

## Política de infraestructura y obras públicas
En junio de 2007, se adjudicaron las obras de los Puentes Trillizos, en la ciudad de La Paz, y se iniciaron en julio de ese mismo año. Los puentes Libertad, Unión e Independencia, que suman una longitud de 2000 metros, fueron inaugurados el 28 de noviembre de 2010.
En febrero de 2012, se terminó de asfaltar por completo la Ruta 14, una carretera de 314 km que recorre el este del departamento de Potosí.
En octubre de 2014, se inauguró el tramo La Paz y Oruro de la Ruta 1, que cuenta con 228 km de doble vía. 
El 16 de febrero de 2016 el presidente anunció que se rehabilitaría y ampliaría la autopista La Paz-El Alto.  El 12 de enero de 2019, el presidente Evo Morales Ayma inauguró la nueva autopista, ampliada y refaccionada.

## Política de transporte

### Ferrocarril
En 2013, el presidente Evo Morales conversó con el presidente de la República Popular China, Xi Jinping, sobre la posibilidad de construir un ferrocarril para vincular el Atlántico con el Pacífico entre Brasil, Bolivia y Perú. El Corredor Ferroviario Bioceánico Central uniría el puerto de Santos, Brasil (en el océano Atlántico) con el puerto de Ilo, Perú, (en el océano Pacífico), pasando por Bolivia. El costo del proyecto se estima en 10 000 millones de dólares.
En septiembre de 2015, el gobierno boliviano anunció la adjudicación de la licitación para la construcción del tren metropolitano de Cochabamba, que lleva el nombre de Mi Tren La obra es llevada adelante por la Asociación Accidental Tunari, una asociación entre la empresa española JOCA y Molinari. En 2017 se consiguió el financiamiento por parte del banco alemán KfW Ipex-bank GmbH. El inicio de obras fue el 16 de agosto de 2017 y fue inaugurado el 	13 de septiembre de 2022. El proyecto tuvo un costo de 447.6 millones de dólares.
En 2015 se confirmó que Santa Cruz tendrá un tren intermunicipal y un tranvía urbano en la capital. El presidente Evo Morales garantizó el desembolso de los 750 millones de dólares necesarios.

## Política de energía

### Hidrocarburos
Bolivia tiene las segundas reservas más grandes de gas natural en Sudamérica, solo por detrás de Venezuela. Este recurso es la base de la economía boliviana, ya que tiene importantes contratos de exportación con países como Argentina y Brasil.
El gobierno de Morales decretó en 2006 la nacionalización definitiva los recursos hidrocarburíferos del país, bajo el sello de la empresa Yacimientos Petrolíferos Fiscales Bolivianos (YPFB). En 2010 lanza un plan de inversiones por 305.6 mil millones de dólares.

### Energías alternativas
En enero de 2014 empezó a operar el primer parque eólico de Bolivia, que contribuirá con 3 megavatios al Sistema Interconectado Nacional. En octubre de 2019, se anunció la intención de avanzar con la construcción de tres nuevos parques eólicos: Warnes, San Julián y El Dorado, que permitirán a Bolivia generar 108 megavatios adicionales para su sistema eléctrico.

## Política de salud
De 2007 a 2014, según la Organización Mundial de la Salud (OMS), el presupuesto asignado a la salud aumentó en un 173 por ciento, lo que convierte a Bolivia en uno de los países sudamericanos más comprometidos con la prioridad de la salud. La Organización Panamericana de la Salud informa en 2015 que las campañas de vacunación han eliminado o reducido significativamente la poliomielitis, la rubéola y el sarampión. En 2017, la OMS informa de que la mortalidad infantil ha disminuido en un 50% y la desnutrición infantil en un 14% en un decenio.
En 2014 fue aprobado el proyecto Telesalud que permite realizar consultas médicas vía internet, desde cualquier parte del país, el cual tendrá un costo de 20 millones de dólares.

### Sistema Único de Salud
El artículo 18 de la Constitución Política de Bolivia establece un Sistema Único de Salud que debe tener las características de ser universal, gratuito, equitativo, intracultural, intercultural, participativo, con calidad, calidez y control social.
En febrero de 2019, el gobierno promulgó la Ley del Sistema Único de Salud que permitirá el acceso universal a la salud por parte de los ciudadanos bolivianos. Esto implica la inclusión del 51% de la población, aproximadamente 5 millones de bolivianos, que hasta el momento no accedían a los servicios de salud. La ministra de Salud, Gabriela Montaño, declaró que el gobierno se compremetía a una inversión de casi 2.000 millones de dólares en la construcción de hospitales y otros 200 millones de dólares para el funcionamiento en el primer año. En sus primeros meses, se registraron casi dos millones de personas.
La OPS declaró al respecto:

“Con satisfacción observamos que la ley y las propuestas se alinean al mandato constitucional boliviano y a los principios de salud universal y atención primaria de salud que la OPS/OMS promueve: priorizan el fortalecimiento del primer nivel de atención, la participación familiar y comunitaria, la interculturalidad, la promoción y la prevención.”
Fernando Leanes, representante de la OPS/OMS en Bolivia

## Política educativa
Los datos del censo de 2001 mostraban un país sumergido en una crisis educativa: el 8% de los hombres bolivianos carecía de algún nivel de educación formal, mientras que en las mujeres este porcentaje se incrementaba al 20,6%. En la población rural, esta situación se acentuaba llegando al 15,7% de los hombres y el 39,3% de las mujeres. El analfabetismo llegaba al 13,3% en la población mayor a 15 años.
Dentro del Plan Nacional de Desarrollo lanzado en 2006, se incluyeron cuatro grandes ejes para educación: la refundación de la educación con una Nueva Ley de Educación, la Reforma de la Educación Superior Ciencia y Tecnología, la Educación para la Producción, y el Programa de Alfabetización “Yo sí puedo” para la educación básica indígena.

### Programa de alfabetización
En marzo de 2006, se inició la campaña de alfabetización Yo, sí puedo con participación y asesoría de los gobiernos de Cuba y Venezuela, con el objetivo de enseñar a leer y escribir a 1.200.000 bolivianas y bolivianos para el año 2008, erradicando el analfabetismo endémico. En octubre de 2006, en una segunda fase de programa, se inició la alfabetización en las lenguas locales, aimara y quechua, en áreas rurales y urbanas, y en guaraní. En el programa trabajaron más de 50.000 voluntarios bolivianos que actuaron como facilitadores, supervisores y fueron quienes llevaban a cabo la enseñanza.
Cuba ayudó con su experiencia y donó al gobierno de Evo Morales 30.000 televisores, 30.000 reproductores de vídeo y 30.000 cintas de grabación, para implementar el método de enseñanza. Por su parte Venezuela aportó más de 8.000 paneles solares para que el programa también pudiera alcanzar a las comunidades remotas campesinas, donde los niveles de analfabetismo suelen ser más altos y donde, en muchos casos, no hay energía eléctrica. Según cifras de Educación y Cultura de Bolivia, tras 33 meses de campaña, la iniciativa logró enseñar a leer y escribir a unos 827.000 personas. Con ese logro, el país habría reducido su tasa de analfabetos en torno al 3,7 %, cifra suficiente para declarar al país, en diciembre de 2008, libre de analfabetismo. Tras un proceso de verificación por parte de la UNESCO, en julio de 2016 la UNESCO declaró a Bolivia país libre de analfabetismo, con una tasa oficial de iletrados del 3,8 %.
Posteriormente se creó el programa “Yo sí puedo seguir”, para el aprendizaje más avanzado, hasta el sexto de primaria.

### Nueva ley de educación
En 2010 la Asamblea Legislativa Plurinacional aprobó la Ley Educativa “Avelino Siñani-Elizardo Pérez”, que establece el derecho a recibir educación en todos los niveles de manera gratuita, integral e intercultural. Estipula además el carácter laico de la educación y la define como la primera responsabilidad financiera del estado.

## Ciencia y Tecnología
En 2006, por la Ley N.º 3351, se crea el Viceministerio de Ciencia y Tecnología, dependiente, en una primera instancia, del Ministerio de Planificación del Desarrollo y luego del Ministerio de Educación. Según el decreto supremo 29894 de 2009, las funciones del viceministerio son: diseñar las políticas de CyT e impulsar la ejecución de los proyectos, implementar y consolidar el Sistema Boliviano de Innovación y coordinar el funcionamiento de los institutos y centros de investigación.
En 2009 el Viceministerio publica el Plan Sectorial de Ciencia y Tecnología, centrado en cinco puntos:
1. Ciencia, tecnología e innovación (CTI) para el desarrollo productivo

1. CTI para el conocimiento de la realidad natural y social y sus potencialidades
2. CTI para la solución de los problemas regionales y nacionales, con soberanía e inclusión social.
3. Cultura científica inclusiva para la construcción de una sociedad del conocimiento con características propias
4. Recuperación,  protección y utilización de los saberes locales y conocimientos ancestrales

Entre los puntos destacados se encuentra la creación de nuevos centros de investigación: el Instituto Nacional de Investigación  e Innovación Agropecuaria (INIA), el Instituto Nacional de I+D Tecnológico en Hidrocarburos, el Instituto Nacional de Cueros y Textiles y el Instituto Nacional de Investigación de la Biodiversidad para el Desarrollo.
En cuanto a las áreas de interés, se mencionan: ambiente y tecnologías limpias, estudios sociales y económicos, interculturalidad en salud, recuperación y sistematización de los saberes ancestrales y tecnologías de la información y la comunicación (TIC).

### Agencia Boliviana Espacial
La Agencia Boliviana Espacial (ABE) fue creada el 10 de febrero de 2010, con el fin principal de administrar el satélite Túpac Katari. Este satélite fue construido por la Corporación Industrial Gran Muralla, que se encargó de su construcción, lanzamiento y puesta en órbita. Ejecutivos de la ABE anunciaron que el costo total fue de 302 millones de dólares.
La ABE cuenta con dos estaciones terrenas inauguradas en 2013: Amachuma, ubicada en El Alto en el Departamento de La Paz, y La Guardia, localizada en La Guardia, Departamento de Santa Cruz.

## Modernización del estado
El 9 de septiembre de 2015 se creó la Agencia de Gobierno Electrónico y Tecnologías de Información y Comunicación (AGETIC), una institución pública descentralizada que se encarga de la implementación de políticas, planes y estrategias de Gobierno Electrónico y de Tecnologías de la Información y la Comunicación.

## Política de medios y telecomunicaciones
El 10 de julio de 2011, el congreso boliviano, donde el partido de Evo Morales tiene amplia mayoría, aprobó la Ley de Telecomunicaciones, Tecnologías de Información y Comunicación. La nueva legislación otorga el 33 % de las licencias al Estado, el 17 % a organizaciones comunitarias, un 17 % a organizaciones indígenas y el 33 % restante al sector privado. La nueva ley también autoriza escuchas telefónicas en casos de crisis nacional.
En respuesta a la ley, numerosos medios de comunicación de masas han expresado gran preocupación por lo que señalan como una maniobra de Morales por "acaparar los medios de comunicación".[cita requerida] En julio de 2016, el gobierno de Morales extendió las licencias de radio y televisión hasta 2019, a cambio de publicidad gubernamental gratuita y el compromiso de desprenderse progresivamente de licencias que tengan de más en la misma área de explotación.
El 15 de abril de 2009 se decreta la liquidación de la Empresa Nacional de Televisión Boliviana - ENTB y el cierre de operaciones. En su reemplazo se crea Bolivia TV, con domicilio legal en la ciudad de La Paz. En octubre de 2011 se emite el sistema de televisión en Alta Definición, siendo también la primera de Bolivia en tener dichos servicios de alta tecnología.

## Derechos humanos

### Derechos indígenas
La Constitución de 2009 reconoce a los pueblos indígenas como sujetos colectivos e incorpora sus estructuras comunitarias en la organización del estado, por ejemplo mediante la titulación de tierras a comunidades. En el capítulo cuarto "Derechos de las Naciones y Pueblos Indígena Originario Campesinos" se consideran los siguientes temas: Derecho a la autodeterminación, Derecho a la tierra y territorio, Derecho a la cultura y Derecho a la salud.

### Ley de identidad de género
En mayo de 2016 el gobierno promulgó la Ley N.º 807 de Identidad de Género que permite a los ciudadanos tránsgenero y transexuales cambiar de nombre y género en su documento de identidad. Hasta marzo de 2019 se habían realizado 270 procedimientos de solicitud de cambio de identidad, siendo las ciudades con mayor cantidad de solicitudes La Paz, Santa Cruz y Cochabamba.

## Política de defensa y seguridad
El Plan Nacional de Desarrollo 2006-2010 realizaba una evaluación negativa del sistema de seguridad civil y de defensa nacional boliviano, asegurando que era incapaz de garantizar la soberanía, proteger el territorio y su población y defender los recursos naturales de carácter estratégico, como consecuencia de la falta de definición de políticas por parte de los anteriores gobiernos.
El gobierno de Morales se propone revertir esta situación mediante un plan que implicaba el establecimiento de un nuevo marco normativo, el rediseño del sistema de fuerzas y el fortalecimiento de las capacidades operacionales.

### Nuevo marco normativo
A diferencia de gobiernos anteriores, Morales no utilizó a las Fuerzas Armadas para reprimir la protestar social. La participación de las mismas en conflictos internos fue regulada por el Decreto Supremo N.º 27977 de 2005.
En 2010 las Fuerzas Armadas elaboran un documento titulado  “Bases para la Discusión de la Doctrina de Seguridad y Defensa del Estado Plurinacional de Bolivia”, donde se plasma la nueva doctrina militar alineada con la constitución recientemente aprobada. Esta doctrina adopta un enfoque integral de la seguridad, donde se la asocia con las ideas de bienestar y desarrollo.
En 2013, luego de años de debate en el Congreso, se aprueban la Ley de Armas y la Ley de Seguridad y Defensa del Espacio Aéreo –que habilita el derribo de aeronaves hostiles–. Otros proyectos, como el de Seguridad y Defensa Integral que se basa en el documento de las FFAA, se encuentran trabados en el congreso desde 2010.

### Rediseño de las Fuerzas Armadas
Se crearon siete Comandos Conjuntos, dividiendo el territorio nacional en áreas geoestratégicas. Su tarea fundamental es proteger las fronteras, combatir ilícitos como el contrabando y apoyar la defensa civil. La formación se mejoró mediante la creación de la Escuela de Comando y Estado Mayor Conjunto y de escuelas exclusivas de Comando Conjunto. También se fortaleció el servicio militar.
Además las FFAA participaron de tareas sociales como los planes de alfabetización, la distribución de planes sociales, la construcción y mantenimiento de infraestructura en zona rural y el apoyo a campañas de salud.

### Fortalecimiento de las capacidades operacionales
Se impulsaron programas de equipamiento y adquisición de material. Entre ellas se destaca la compra de seis aviones K-8 y seis helicópteros Super-Puma, a los que se sumaron donaciones de países aliados como Argentina, Brasil, China y Venezuela. Además, desde 2019 la Fábrica Bolivana de Munición fabrica proyectiles de instrucción y de guerra y repotencia armamento militar.
El presupuesto de las FFAA creció el 100% entre 2005 y 2014, pasando de 1176 millones de bolivianos a 2177 millones.

### El caso de los "misiles chinos"
Entre sus primeras decisiones en enero de 2006 está también la purga de 50 generales relacionados con la transferencia de 28 misiles tierra-aire MHN-5 de fabricación china, -según aseguró Morales los únicos que poseía Bolivia- que se encontraban en los arsenales bolivianos, a Estados Unidos, con el argumento de que eran obsoletos y debían ser "desactivados". El nuevo presidente anunció su intención de llevar ante los tribunales a su predecesor, Eduardo Rodríguez Veltzé y al entonces ministro de Defensa, Gonzalo Méndez Gutiérrez, acusándolos de traición a la Patria por este caso. En 2010 el exembajador de EE. UU. en Bolivia cambió su versión y exoneró al expresidente. David Greenlee dijo que el expresidente Eduardo Rodríguez Veltzé posiblemente no estuvo enterado de la operación y responsabilizó a altos jefes militares de haber negociado la entrega del armamento a cambio de prebendas. El juicio se inició una década después, en abril de 2015 con la imputación entre otros del exministro de Defensa Gonzalo Méndez, el excomandante en jefe de las Fuerzas Armadas Marco Antonio Justiniano y el excomandante en jefe del Ejército y exsenador opositor Marcelo Antezana. En agosto del mismo año Morales pidió "sancionar drásticamente" a los exjefes militares.
El 31 de agosto de 2017 el Tribunal Supremo de Justicia (TSJ) de Bolivia emitió un fallo con dos absoluciones y penas máximas de 3 años de prisión a los demás imputados. Entre los condenados está el exministro de Defensa, Gonzalo Méndez. Argumentando que la entrega de armas a una potencia extranjera es traición a la Patria, cuya pena máxima es de 30 años sin posibilidad de indulto, el presidente Morales pidió iniciar un "juicio de responsabilidades" a los miembros del TSJ bajo sospecha de prevaricato.

## Política exterior

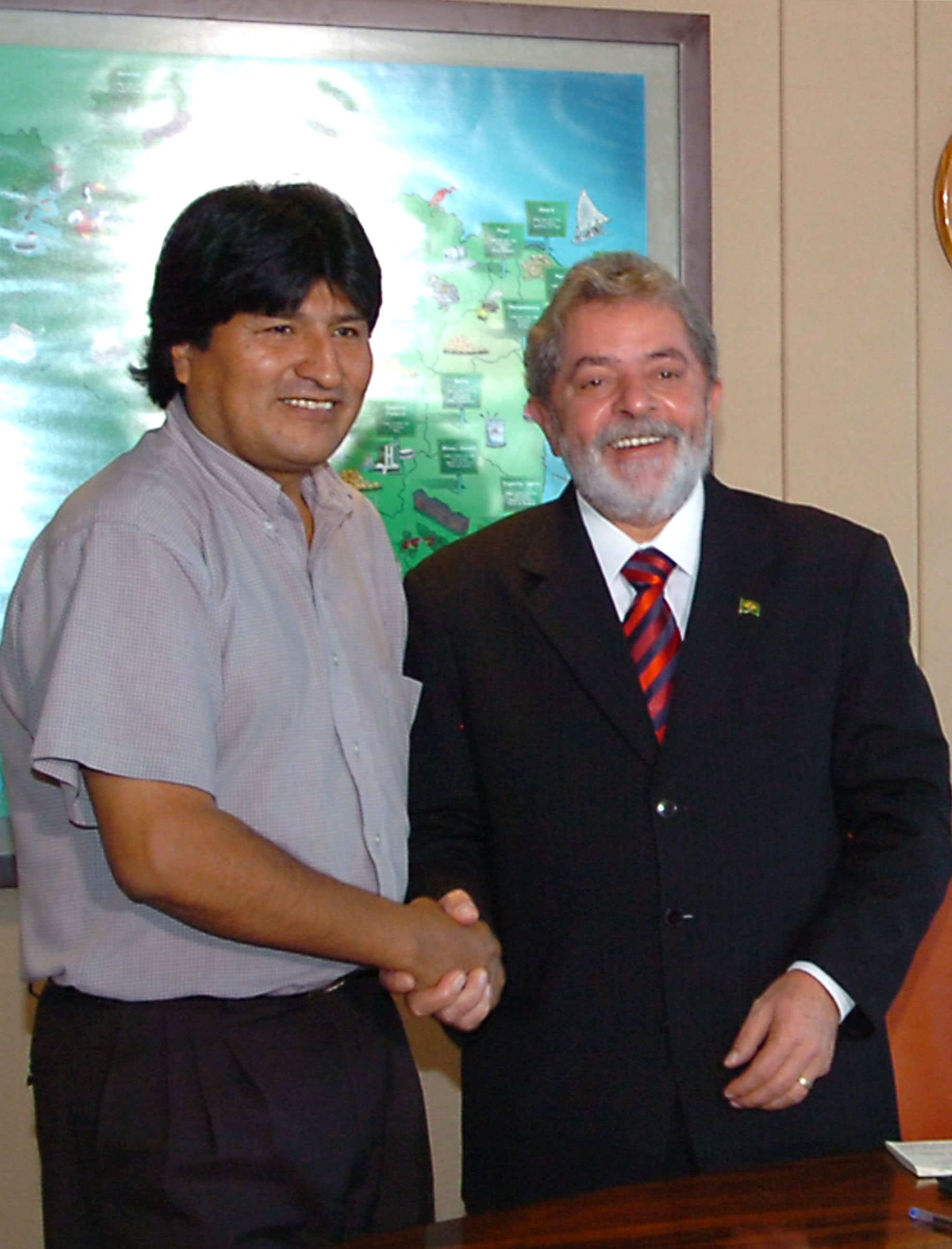
Evo Morales presidente de Bolivia con su homólogo brasileño Lula da Silva. Foto:Roosewelt Pinheiro/ABr

Morales declaró en un principio su apoyo a las políticas de los presidentes de izquierda de América Latina: Fidel Castro, Luiz Inácio Lula da Silva, Néstor Kirchner y en especial del presidente venezolano Hugo Chávez. Morales hizo una gira por distintos países -siendo presidente electo, pero antes de asumir como primer mandatario boliviano- que cosechó gran atención mediática. Desde el 30 de diciembre, y por el término de quince días, visitó Cuba, Venezuela, España, Francia, Holanda, Bélgica, China, Sudáfrica y Brasil para entrevistarse con distintos mandatarios, funcionarios y personalidades buscando apoyo político y económico para sus planes de transformación de la economía boliviana. Antes de emprender camino a Europa recibió el apoyo de sus homólogos cubano y venezolano, Castro y Chávez, con quienes firmó convenios de colaboración, que incluía la entrada a Bolivia de médicos cubanos y personal cualificado petrolero venezolano. En España el presidente José Luis Rodríguez Zapatero anunció la condonación del monto total de la deuda boliviana con España, una suma de 120 millones de euros. Tras su paso por Bruselas, La Haya, China y Sudáfrica, concluyó la gira en Brasil, donde acordó con el presidente Luiz Inácio Lula da Silva trabajar juntos en un programa de cooperación para luchar contra la pobreza.

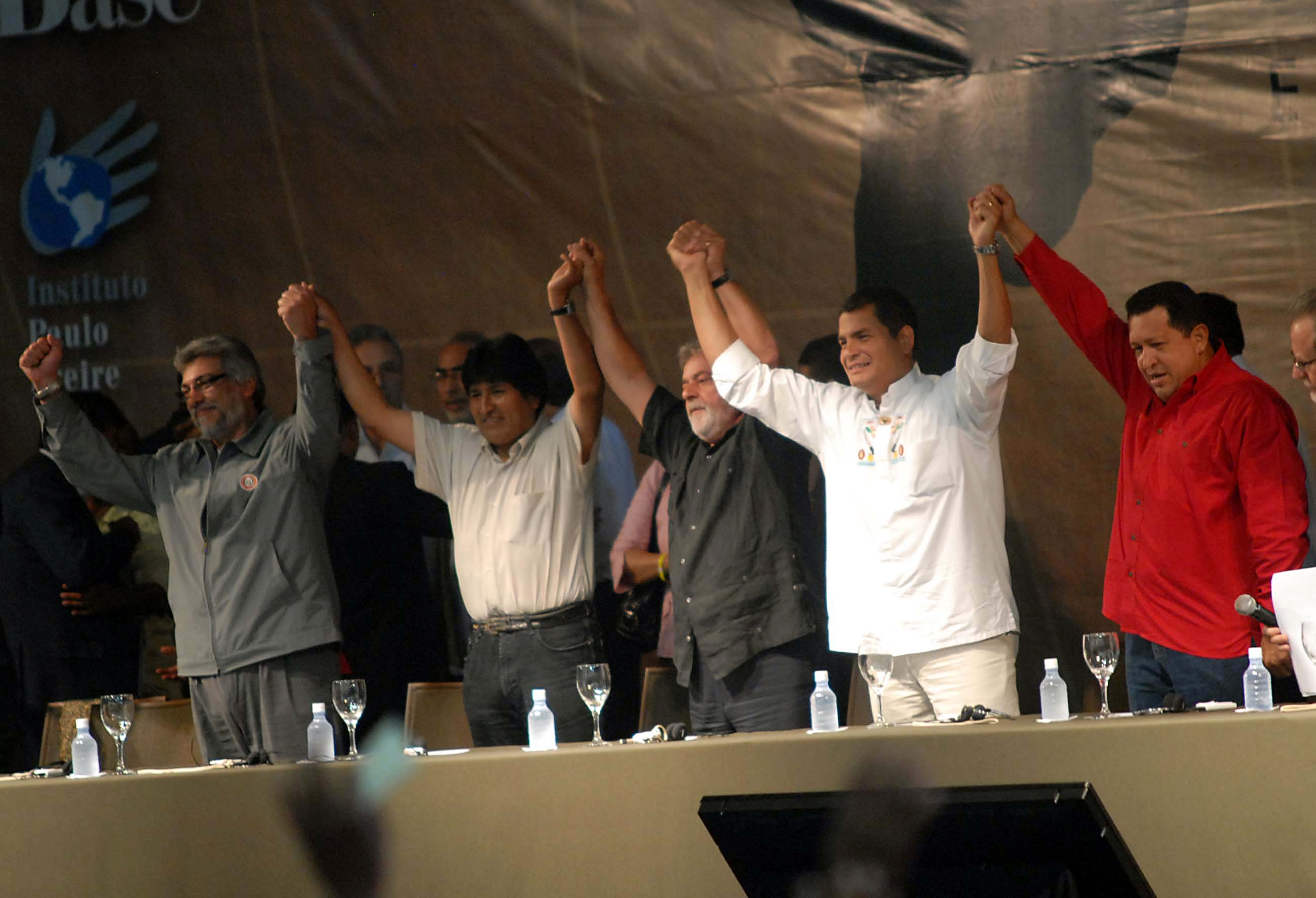
Evo Morales junto a otros líderes de la izquierda latinoamericana en 2008.

Morales criticó vehementemente los tratados de libre comercios firmados por los gobiernos de Perú y Colombia con Estados Unidos, y apoyó al gobierno de Venezuela en su salida de la Comunidad Andina. En este punto criticó duramente a Alejandro Toledo, Presidente del Perú, al considerar que había traicionado a la población indígena sudamericana que supuestamente representaba. Asimismo lamentó lo que él consideraba como un excesivo afán de figuración por parte del peruano. Morales propuso, a su vez, como alternativa una respuesta a este y otros acuerdos neoliberales mediante el denominado por él, "Tratado de Comercio entre los Pueblos" y decidió ingresar junto con los gobiernos cubano y venezolano en el Alternativa Bolivariana para América ALBA.
Con respecto a sus países vecinos, pidió a los gobiernos de Brasil y Argentina pagar más por el gas boliviano, en este asunto se le asignó una solicitud de arresto a altos directos de la empresa española Repsol. Y empezó roces diplomáticos con el gobierno de Estados Unidos, por la actitud de este último de revocar visados a varios funcionarios bolivianos asentados en territorio estadounidense, igualmente solicitó la extradición del expresidente Sánchez de Losada y su mano derecha, Carlos Sánchez Berzaín, para su procesamiento por presuntos delitos de lesa humanidad en su gobierno.
En mayo de 2006 Morales asistió a la cumbre de los jefes de Estados de América Latina-Unión Europea en donde buscó apoyo para eliminar la categoría de "ilícito", la hoja de coca asegurando que no debe confundirse con la cocaína, además reforzar aún más su imagen internacional.

## Conflictos

### Referéndum autonómico (2008)
En 2008 se produjo un enfrentamiento entre el gobierno de Morales y los prefectos departamentales opositores de la "Media Luna", región que abarca Santa Cruz, Tarija, Beni y Pando. Estos gobiernos impulsaban la constitución de gobiernos departamentales autónomos y rechazaban el proyecto constitucional de Morales.
Entre mayo y junio de 2008 los departamentos de la "Media Luna" convocaron a un referéndum autonómico. El gobierno del presidente Evo Morales y la Corte Nacional Electoral denunciaron la ilegalidad de la consulta, mientras que la Organización de Estados Americanos (OEA) manifestó su apoyo al gobierno y las instituciones bolivianas.

### Referéndum revocatorio
Luego del Referéndum autonómico en Santa Cruz, Morales promulgó una ley llamando a un referendo revocatorio de mandatos para decidir su permanencia, la del Vicepresidente Álvaro García Linera y de ocho de los nueve prefectos departamentales. De acuerdo a esta ley, para revocar el mandato es necesario obtener un porcentaje en contra superior al porcentaje obtenido cuando fueron elegidos.
Evo Morales fue ratificado en su cargo al obtener el 67.43% de votos a su favor. Los prefectos de Chuquisaca, Oruro, Potosí, Tarija, Santa Cruz, Pando y Beni también fueron ratificados en sus cargos. Los prefectos opositores de La Paz y Cochabamba fueron revocados al obtener resultados adversos.

### Crisis política de 2008
El 19 de agosto de 2008, nueve días después del referendo revocatorio, los prefectos opositores de los departamentos de la Media Luna y Chuquisaca, llamaron a un "paro cívico" por tiempo indeterminado con bloqueo de rutas contra el gobierno nacional. El argumento de la oposición para el mismo fue exigir al gobierno la transferencia a los departamentos de los fondos recaudados por el Impuesto Directo a los Hidrocarburos (IDH), que la administración de Evo Morales había destinado para financiar un plan de pensiones para personas mayores de 60 años, llamada "renta dignidad".
En respuesta el presidente Evo Morales ordenó a las fuerzas armadas proteger las instalaciones gasíferas y gasoductos y denunció a la oposición por intentar un "golpe de estado civil".
El 11 de septiembre al menos dieciséis campesinos simpatizantes del Presidente Morales, resultaron asesinados en un lugar selvático conocido en la zona de Porvenir, a 30 kilómetros de Cobija, capital del Departamento de Pando, por un grupo de civiles armados no identificados. Ante la gravedad de los sucesos de Pando, el gobierno nacional dispuso el estado de sitio en ese departamento desde el 12 de septiembre. Con el paso de los días, comenzó a revelarse que serían muchos más los campesinos víctimas en la matanza de Pando, estimándose en al menos 30 personas muertas y más de 100 desaparecidos.
El 16 de septiembre, luego del expreso respaldo de la UNASUR al gobierno del presidente Evo Morales y la resolución de investigar internacionalmente la Masacre de Pando para evitar que los responsables del crimen queden impunes, el fiscal general de Bolivia, Mario Uribe, decidió iniciar acciones criminales contra el prefecto de Pando Leopoldo Fernández, el exalcalde de Cobija Miguel Becerra y el senador de Unidad Nacional (UN) Abraham Cuéllar, "por la presunta comisión del delito de genocidio en su forma de masacre sangrienta, tipificado por el artículo 138, párrafo segundo del Código Penal".

### Presunto atentado (2009)
El 16 de abril de 2009, en la ciudad de Santa Cruz de la Sierra, la policía boliviana declaró haber frustrado un atentado contra Evo Morales. En la operación murieron tres extranjeros, que la policía identificó como mercenarios; y dos personas más fueron detenidas. La oposición asegura que este presunto atentado fue en realidad un montaje del gobierno boliviano para dañar al movimiento autonomista del Departamento de Santa Cruz.

### Huelgas sindicales
En mayo de 2010 Morales tuvo que enfrentarse a la primera huelga nacional por parte convocada por la Central Obrera Boliviana para exigir un aumento salarial mayor al 5 % decretado para ese año.

### Protestas por el TIPNIS y represión policial

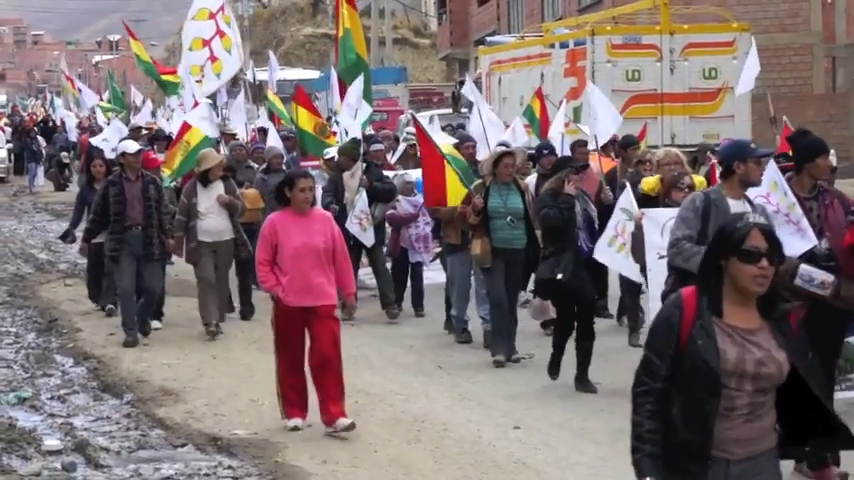
Protestas por el TIPNIS en 2011

Las protestas bolivianas de 2011 o protestas por el TIPNIS fueron una serie de manifestaciones, principalmente de pueblos indígenas, que se opusieron a la construcción de la carretera Villa Tunari - San Ignacio de Moxos, oficialmente la Ruta 24, a través del Territorio indígena y parque nacional Isiboro-Sécure (TIPNIS), hogar de 12.000 habitantes indígenas chimane, yuracaré, y mojeño-trinitario. La subcentral TIPNIS, la Confederación de Pueblos Indígenas de Bolivia (CIDOB) y la confederación indígena de las tierras altas CONAMAQ, apoyadas por otros grupos indígenas y ambientalistas, organizaron una marcha desde Trinidad, en el departamento del Beni, hasta la sede de gobierno, La Paz, en oposición al proyecto. Esta comenzó el 15 de agosto de 2011 y duró más de 60 días, siendo una de las mayores derrotas políticas que sufrió el gobierno de Evo Morales.
El proyecto de la carretera fue impulsado por el gobierno, durante la presidencia de Evo Morales. Durante las protestas, las indígenas de las tierras bajas retuvieron brevemente al Ministro de Relaciones Exteriores, David Choquehuanca, para pasar a través de un control policial. La ministra de Defensa, María Chacón Rendón, dimitió posteriormente como consecuencia de la violenta represión de las protestas del 24 de septiembre que causó cuatro muertes. Debido a la reacción adversa a la represión gubernamental, el ministro del Interior, Sacha Llorenti, también dimitió. El 19 de octubre, la marcha de protesta llegó a la sede de gobierno del país, La Paz, en medio de la bienvenida de la población local y del Ministro de Información, mientras los servicios de seguridad eran retirados de sus puestos de guardia en el palacio presidencial. Las protestas se realizaron en La Paz, Cochabamba, Santa Cruz de la Sierra, Yucumo, Rurrenabaque, San Antonio, El Alto y Trinidad.
En abril de 2012 comenzó una nueva ronda de marchas de protesta contra el continuo apoyo de Morales al proyecto.

### Negociación por salida al mar con Chile (2013-2018)
El 13 de junio de 2013 el gobierno de Bolivia inició formalmente, ante la Corte Internacional de Justicia, la presentación de una demanda para solicitar a Chile la negociación de una salida soberana al mar. El 29 de abril de 2014, el expresidente de Bolivia Carlos Mesa fue designado por el presidente Evo Morales como vocero de la causa marítima, quien le asignó la tarea de explicar las motivaciones y pormenores de la demanda boliviana frente a organismos multilaterales y gobiernos de todos los países del mundo.
La Corte Internacional de Justicia anunció el fallo sobre la controversia marítima entre Bolivia y Chile el 1 de octubre de 2018. Evo Morales estuvo presente en La Haya durante la lectura del fallo, en que la Corte Internacional de Justicia desestimó, por 12 votos a favor y 3 en contra, los once argumentos presentados por Bolivia. Se dictaminó una sentencia «inapelable, obligatoria e inmediata», indicando que la corte «no puede concluir que Chile tenga obligación de negociar el pleno acceso soberano» al océano Pacífico para Bolivia.

### Elecciones de 2019 y renuncia
El 20 de octubre de 2019 se realizaron las elecciones para elegir al presidente del Estado Plurinacional. Los resultados del mismo mostraron una victoria del  partido Movimiento al Socialismo (MAS) de Evo Morales con el 47,08% de los votos, seguido por Comunidad Ciudadana del candidato opositor Carlos Mesa que sumó 36,51%. Con estos resultados quedaba descartada una segunda vuelta, ya que se superaba el 10% de diferencia. Los días posteriores a las elecciones se evidenciaron irregularidades como boletas marcadas a favor del MAS y material electoral en manos de personas que no eran funcionarios del Órgano Electoral Plurinacional. Posteriormente, luego de dos informes de la OEA que indicaban irregularidades en el recuento de votos, el presidente Evo Morales anunció el 10 de noviembre que se repetirían las elecciones. 
El 10 de noviembre de 2019, el comandante en jefe de las Fuerzas Armadas de Bolivia, Williams Kaliman, se pronunció en un comunicado que sugiere «al presidente del Estado que renuncie a su mandato presidencial, permitiendo la pacificación y el mantenimiento de la estabilidad». Los militares y la policía dijeron que no seguirían el mandato del presidente Morales. Ante ello, el mandatario, quien se encontraba en la localidad de Lauca Ñ en el departamento de Cochabamba, habló en televisión anunciando su renuncia inmediata.

## Gabinete ministerial
El 22 de enero de 2016 Evo Morales cumplió una década en la presidencia de Bolivia. Durante la misma han pasado 97 varones y mujeres por sus 10 gabinetes ministeriales.[cita requerida]
Los ministros que duraron más tiempo en el cargo fueron el de Economía, Luis Arce, y el canciller David Choquehuanca quienes estuvieron desde 2006 hasta enero de 2017. Arce volvería posteriormente al cargo en 2019.

### Mujeres en el gabinete ministerial
En el cómputo global de la década 2006 - 2016 han pasado por el gabinete ministerial 63 varones, el 65% y 34 mujeres, un 35 %.
Solo en los gabinetes de 2010 y 2011 se cumplió la paridad: el 50% de mujeres y el 50% de varones. La presencia de las mujeres fue en disminución desde 2012, llegando a 2015 a un 29% con la salida de Nemesia Achacollo del Ministerio de Desarrollo Rural, quien fue reemplaza por el exgobernador de La Paz, César Cocarico.
Nardy Suxo fue la mujer que más tiempo estuvo como ministra, con seis años al frente de la cartera de Transparencia, desde su creación en 2009 hasta 2015. Le siguió con cinco años y siete meses, Nemesia Achacollo en el Ministerio de Desarrollo Rural, de enero de 2010 hasta su salida el 31 de agosto de 2015 por el escándalo del Fondo Indígena. Viviana Caro desde 2010 a 2015 en el Ministerio de Planificación y Ana Teresa Morales de 2011 a 2015 en la cartera de Desarrollo Productivo, con cinco y cuatro años respectivamente, completan la lista de las mujeres que más han permanecido en el gabinete.

### Una década de gabinetes
El primer gabinete de Morales de 2006 estuvo compuesto por 16 ministros: 12 varones y 4 mujeres (Celinda Sosa de Desarrollo Económico, Nila Heredia de Salud, Casimira Rodríguez de Justicia y Alicia Muñoz de Gobierno). En 2007 se mantuvo el número de carteras, al igual que la presencia femenina, salvo algunos cambios de nombres, entre ellas el ingreso de Susana Rivero y Celima Torrico en Desarrollo Productivo y Justicia, respectivamente.
En 2008 el gabinete estaba compuesto de 18 miembros tras la creación de otros dos ministerios: los Ministerios de Desarrollo Rural y Defensa Legal del Estado con Carlos Romero y Héctor Arce al frente. 
En 2009 se crearon los Ministerios de Culturas, de Autonomías y de Transparencia y se disuelve la cartera de Desarrollo Económico y Microempresa. Se incorporan al gabinete Nardy Suxo y Pablo Groux ya con 20 ministros.
En 2010 desapareció el Ministerio de Defensa Legal y se creó el Ministerio de Comunicación con Iván Canelas al frente, manteniendo así los 20 ministerios. Ese año Milton Gómez Mamani estuvo como ministro de Minería por cinco días y fue reemplazado por José Pimentel tras conocerse que tenía demandas por un supuesto desfalco cometido cuando tenía responsabilidad directiva en la Caja Nacional de Salud.
Entre 2011 y 2013 se mantuvo la distribución ministerial.
En 2014 se creó el vigésimo primer ministerio, la cartera de Deportes a la cabeza del exfutbolista Tito Montaño.
En 2015 el número se mantiene en 21, aunque con algunos cambios de nombres.
| Ministerios del Gobierno de Evo Morales                                                                 | Ministerios del Gobierno de Evo Morales | Ministerios del Gobierno de Evo Morales | Ministerios del Gobierno de Evo Morales |
| Cartera                                                                                                 | Titular                                 | Inicio                                  | Final                                   |
| --- | --------------------------------------- | --------------------------------------- | --------------------------------------- |
| Ministerio de la Presidencia                                                                            | Juan Ramón Quintana                     | 23 de enero de 2019                     | 10 de noviembre de 2019                 |
| Ministerio de la Presidencia                                                                            | Alfredo Rada Vélez                      | 23 de enero de 2018                     | 23 de enero de 2019                     |
| Ministerio de la Presidencia                                                                            | René Martínez Callahuanca               | 23 de enero de 2017                     | 23 de enero de 2018                     |
| Ministerio de la Presidencia                                                                            | Juan Ramón Quintana                     | 23 de enero de 2012                     | 23 de enero de 2017                     |
| Ministerio de la Presidencia                                                                            | Carlos Romero Bonifaz                   | 14 de junio de 2011                     | 23 de enero de 2012                     |
| Ministerio de la Presidencia                                                                            | Oscar Coca Antezana                     | 23 de enero de 2010                     | 11 de junio de 2011                     |
| Ministerio de la Presidencia                                                                            | Juan Ramón Quintana                     | 23 de enero de 2006                     | 23 de enero de 2010                     |
| Ministerio de Gobierno                                                                                  | Carlos Gustavo Romero Bonifaz           | 25 de mayo de 2015                      | 10 de noviembre de 2019                 |
| Ministerio de Gobierno                                                                                  | Hugo Moldiz Mercado                     | 23 de enero de 2015                     | 25 de mayo de 2015                      |
| Ministerio de Gobierno                                                                                  | Jorge Pérez Valenzuela                  | 15 de julio de 2014                     | 23 de enero de 2015                     |
| Ministerio de Gobierno                                                                                  | Carlos Gustavo Romero Bonifaz           | 23 de enero de 2012                     | 15 de julio de 2014                     |
| Ministerio de Gobierno                                                                                  | Wilfredo Chávez Serrano                 | 27 de septiembre de 2011                | 23 de enero de 2012                     |
| Ministerio de Gobierno                                                                                  | Sacha Llorenti Soliz                    | 23 de enero de 2010                     | 27 de septiembre de 2011                |
| Ministerio de Gobierno                                                                                  | Alfredo Rada Vélez                      | 23 de enero de 2007                     | 23 de enero de 2010                     |
| Ministerio de Gobierno                                                                                  | Alicia Muñoz Alá                        | 23 de enero de 2006                     | 23 de enero de 2007                     |
| Ministerio de Relaciones Exteriores y Culto                                                             | Diego Pary Rodríguez                    | 4 de septiembre de 2018                 | 10 de noviembre de 2019                 |
| Ministerio de Relaciones Exteriores y Culto                                                             | Fernando Huanacuni Mamani               | 23 de enero de 2017                     | 4 de septiembre de 2018                 |
| Ministerio de Relaciones Exteriores y Culto                                                             | David Choquehuanca                      | 23 de enero de 2006                     | 23 de enero de 2017                     |
| Ministerio de Justicia y Transparencia Institucional                                                    | Héctor Arce                             | 23 de enero de 2017                     | 10 de noviembre de 2019                 |
| Ministerio de Justicia y Transparencia Institucional                                                    | Virginia Velasco Condori                | 23 de enero de 2015                     | 23 de enero de 2017                     |
| Ministerio de Justicia y Transparencia Institucional                                                    | Elizabeth Sandra Gutiérrez              | 23 de enero de 2014                     | 23 de enero de 2015                     |
| Ministerio de Justicia y Transparencia Institucional                                                    | Cecilia Ayllón Quinteros                | 23 de enero de 2012                     | 23 de enero de 2014                     |
| Ministerio de Justicia y Transparencia Institucional                                                    | Nilda Copa Condori                      | 23 de enero de 2010                     | 23 de enero de 2012                     |
| Ministerio de Justicia y Transparencia Institucional                                                    | Celima Torrico                          | 23 de enero de 2007                     | 23 de enero de 2010                     |
| Ministerio de Justicia y Transparencia Institucional                                                    | Casimira Rodríguez Romero               | 23 de enero de 2006                     | 23 de enero de 2007                     |
| Ministerio de Transparencia Institucional y Lucha Contra la Corrupción (fusionado con Justicia en 2017) | Lenny Valdivia                          | 22 de enero de 2015                     | 23 de enero de 2017                     |
| Ministerio de Transparencia Institucional y Lucha Contra la Corrupción (fusionado con Justicia en 2017) | Nardi Suxo                              | 22 de enero de 2006                     | 22 de enero de 2015                     |
| Ministerio de Minería y Metalurgia                                                                      | César Navarro Miranda                   | 8 de abril de 2014                      | 10 de noviembre de 2019                 |
| Ministerio de Minería y Metalurgia                                                                      | Mario Virreira                          | 23 de enero de 2012                     | 8 de abril de 2014                      |
| Ministerio de Minería y Metalurgia                                                                      | José Pimentel                           | 28 de enero de 2010                     | 23 de enero de 2012                     |
| Ministerio de Minería y Metalurgia                                                                      | Milton Gómez Mamani                     | 23 de enero de 2010                     | 28 de enero de 2010                     |
| Ministerio de Minería y Metalurgia                                                                      | Luis Alberto Echazú Alvarado            | 28 de marzo de 2007                     | 23 de enero de 2010                     |
| Ministerio de Minería y Metalurgia                                                                      | Guillermo dalence Salinas               | 6 de octubre de 2006                    | 28 de marzo de 2007                     |
| Ministerio de Minería y Metalurgia                                                                      | Walter Villaroel Morochi                | 23 de enero de 2006                     | 6 de octubre de 2006                    |
| Ministerio de Economía y Finanzas Públicas                                                              | Luis Alberto Arce Catacora              | 23 de enero de 2019                     | 10 de noviembre de 2019                 |
| Ministerio de Economía y Finanzas Públicas                                                              | Mario Guillén                           | 26 de junio de 2017                     | 23 de enero de 2019                     |
| Ministerio de Economía y Finanzas Públicas                                                              | Luis Alberto Arce Catacora              | 23 de enero de 2006                     | 24 de junio de 2017                     |
| Ministerio de Hidrocarburos y Energía                                                                   | Luis Alberto Sánchez Fernández          | 25 de mayo de 2015                      | 10 de noviembre de 2019                 |
| Ministerio de Planificación del Desarrollo                                                              | Mariana Prado Noya                      | 23 de enero de 2017                     | 10 de noviembre de 2019                 |
| Ministerio de Planificación del Desarrollo                                                              | René Gonzalo Orellana                   | 23 de enero de 2015                     | 23 de enero de 2017                     |
| Ministerio de Planificación del Desarrollo                                                              | Viviana Caro Hinojosa                   | 22 de enero de 2010                     | 22 de enero de 2015                     |
| Ministerio de Planificación del Desarrollo                                                              | Noel Aguirre Ledezma                    | 2009                                    | 2010                                    |
| Ministerio de Desarrollo Productivo y Economía Plural                                                   | Nélida Sifuentes                        | 23 de enero de 2019                     | 10 de noviembre de 2019                 |
| Ministerio de Desarrollo Productivo y Economía Plural                                                   | Eugenio Rojas                           | 23 de enero de 2017                     | 23 de enero de 2019                     |
| Ministerio de Desarrollo Productivo y Economía Plural                                                   | Verónica Ramos                          | 22 de enero de 2015                     | 23 de enero de 2017                     |
| Ministerio de Desarrollo Productivo y Economía Plural                                                   | Ana Teresa Morales                      | 23 de enero de 2011                     | 23 de enero de 2015                     |
| Ministerio de Desarrollo Productivo y Economía Plural                                                   | Antonia Rodríguez Medrano               | 23 de enero de 2010                     | 23 de enero de 2011                     |
| Ministerio de Desarrollo Productivo y Economía Plural                                                   | Susana Rivero                           |                                         | 23 de enero de 2011                     |
| Ministerio de Trabajo, Empleo y Previsión Social                                                        | Héctor Hinojosa Rodríguez               |                                         |                                         |
| Ministerio de Medio Ambiente y Aguas                                                                    | Carlos Ortuño Yáñez                     | 23 de enero de 2017                     | 10 de noviembre de 2019                 |
| Ministerio de Medio Ambiente y Aguas                                                                    | Alexandra Moreira                       | 23 de enero de 2015                     | 23 de enero de 2017                     |
| Ministerio de Medio Ambiente y Aguas                                                                    | René Gonzalo Orellana                   | abril de 2009                           | enero de 2010                           |
| Ministerio de Aguas (fusionado en 2009 con el Ministerio de Ambiente)                                   | René Gonzalo Orellana                   | abril de 2008                           | enero de 2009                           |
| Ministerio de Culturas y Turismo                                                                        | Wilma Alanoca Mamani                    | 23 de enero de 2017                     | 10 de noviembre de 2019                 |
| Ministerio de Culturas y Turismo                                                                        | Marko Machicao Bankovic                 | 19 de febrero de 2015                   | 23 de enero de 2017                     |
| Ministerio de Culturas y Turismo                                                                        | Pablo Groux Canedo                      | 23 de enero de 2012                     | 19 de febrero de 2015                   |
| Ministerio de Culturas y Turismo                                                                        | Elizabeth Salguedo Carrillo             | 15 de febrero de 2011                   | 23 de enero de 2012                     |
| Ministerio de Culturas y Turismo                                                                        | Zulma Yugar Párraga                     | 23 de enero de 2010                     | 15 de febrero de 2011                   |
| Ministerio de Culturas y Turismo                                                                        | Pablo Groux Canedo                      | 15 de febrero de 2009                   | 23 de enero de 2010                     |
| Ministerio de Comunicación                                                                              | Manuel Canelas Jaime                    | 23 de enero de 2019                     | 26 de octubre de 2019                   |
| Ministerio de Comunicación                                                                              | Gísela López Rivas                      | 23 de enero de 2017                     | 23 de enero de 2019                     |
| Ministerio de Comunicación                                                                              | Marianela Paco Durán                    | 23 de enero de 2015                     | 23 de enero de 2017                     |
| Ministerio de Comunicación                                                                              | Amanda Dávila Torres                    | 23 de enero de 2012                     | 23 de enero de 2015                     |
| Ministerio de Comunicación                                                                              | Iván Canelas                            | 15 de febrero de 2011                   | 23 de enero de 2012                     |
| Ministerio de Defensa Nacional                                                                          | Javier Zavaleta López                   | 23 de enero de 2018                     | 11 de noviembre de 2019                 |
| Ministerio de Defensa Nacional                                                                          | Reymi Ferreira Justiniano               | 31 de marzo de 2015                     | 23 de enero de 2018                     |
| Ministerio de Defensa Nacional                                                                          | Jorge Ledezma Cornejo                   | 23 de enero de 2015                     | 31 de marzo de 2015                     |
| Ministerio de Defensa Nacional                                                                          | Rubén Saavedra                          | 27 de septiembre de 2011                | 23 de enero de 2015                     |
| Ministerio de Defensa Nacional                                                                          | María Cecilia Chacón                    | 6 de abril de 2011                      | 26 de septiembre de 2011                |
| Ministerio de Defensa Nacional                                                                          | Rubén Saavedra                          | 23 de enero de 2010                     | 4 de abril de 2011                      |
| Ministerio de Defensa Nacional                                                                          | Walker San Miguel                       | 23 de enero de 2006                     | 23 de enero de 2010                     |
| Ministerio de Obras Públicas, Servicios y Vivienda                                                      | Oscar Coca Antezana                     | 23 de enero de 2015                     | 10 de noviembre de 2019                 |
| Ministerio de Obras Públicas, Servicios y Vivienda                                                      | Milton Claros Hinojosa                  | 23 de enero de 2015                     | 23 de enero de 2019                     |
| Ministerio de Obras Públicas, Servicios y Vivienda                                                      | Vladimir Sánchez Escóbar                | 23 de enero de 2012                     | 23 de enero de 2015                     |
| Ministerio de Educación                                                                                 | Roberto Iván Aguilar Gómez              | 7 de noviembre de 2008                  | 10 de noviembre de 2019                 |
| Ministerio de Educación                                                                                 | Magdalena Cajías de la Vega             | 8 de junio de 2007                      | 7 de noviembre de 2008                  |
| Ministerio de Educación                                                                                 | Víctor Cáceres Rodríguez                | 23 de enero de 2007                     | 8 de junio de 2007                      |
| Ministerio de Educación                                                                                 | Félix Patzi Paco                        | 23 de enero de 2006                     | 23 de enero de 2007                     |
| Ministerio de Salud                                                                                     | Gabriela Montaño Viaña                  | 23 de enero de 2019                     | 10 de noviembre de 2019                 |
| Ministerio de Salud                                                                                     | Rodolfo Rocabado Benavides              | 30 de mayo de 2018                      | 23 de enero de 2019                     |
| Ministerio de Salud                                                                                     | Ariana Campero Nava                     | 23 de enero de 2015                     | 30 de mayo de 2018                      |
| Ministerio de Salud                                                                                     | Juan Carlos Calvimontes                 | 23 de enero de 2012                     | 23 de enero de 2015                     |
| Ministerio de Salud                                                                                     | Nila Heredia                            | 16 de mayo de 2010                      | 23 de enero de 2012                     |
| Ministerio de Salud                                                                                     | Sonia Polo Andrade                      | 23 de enero de 2010                     | 16 de mayo de 2012                      |
| Ministerio de Salud                                                                                     | Jorge Ramiro Tapia                      | 8 de septiembre de 2008                 | 23 de enero de 2010                     |
| Ministerio de Salud                                                                                     | Walter Selum Rivero                     | 23 de enero de 2008                     | 8 de septiembre de 2008                 |
| Ministerio de Salud                                                                                     | Nila Heredia                            | 23 de enero de 2006                     | 23 de enero de 2008                     |
| Ministerio de Desarrollo Rural y Tierras                                                                | César Hugo Cocarico Yana                | 31 de agosto de 2015                    | 10 de noviembre de 2019                 |
| Ministerio de Desarrollo Rural y Tierras                                                                | Nemesia Achacollo                       | 23 de enero de 2010                     | 31 de agosto de 2015                    |
| Ministerio de Desarrollo Rural y Tierras                                                                | Julia Ramos Sánchez                     | 8 de febrero de 2009                    | 23 de enero de 2010                     |
| Ministerio de Desarrollo Rural y Tierras                                                                | Carlos Gustavo Romero Bonifaz           | 8 de septiembre de 2008                 | 8 de febrero de 2009                    |
| Ministerio de Desarrollo Rural y Tierras                                                                | Susana Rivero Guzmán                    | 23 de enero de 2007                     | 8 de septiembre de 2008                 |
| Ministerio de Desarrollo Rural y Tierras                                                                | Hugo Salvatierra Gutiérrez              | 23 de enero de 2006                     | 23 de enero de 2007                     |
| Ministerio de Deportes                                                                                  | Tito Rolando Montaño Rivera             | 23 de enero de 2014                     | 10 de noviembre de 2019                 |
| Ministerio de Energía                                                                                   | Rafael Alarcón                          | 30 de enero de 2017 (creación)          | 10 de noviembre de 2019                 |
| Ministerio de Defensa Legal del Estado (absorbido por la Procuraduría General en 2010)                  | Héctor Arce                             | 2008                                    | 2010                                    |